# Уолтер II де Клиффорд
Уолтер II де Клиффорд (англ. Walter II de Clifford; ок. 1150 — 22 января 1222) — лорд Клиффорд в 1190—1208 годах, верховный шериф Херефордшира в 1199, 1207—1208 и 1216 годах, сын Уолтера I де Клиффорда и Маргарет де Тосни.

## Биография
После смерти отца в 1190 году Уолтер II унаследовал его владения в Валлийской марке. Уолтер несколько раз назначался верховным шерифом Херефордшира — в 1199, 1207—1208 и 1216 годах.
Уолтер II де Клиффорд был близким соратником Уильяма де Браоза. Хотя во время восстания последнего Уолтер не выступил в его поддержку, король Иоанн Безземельный сместил Клиффорда с поста лорда, вместо него лордом фактически стал его сын Уолтер III де Клиффорд.
Уолтер II умер 22 января 1222 года.

## Брак и дети
Жена: с 1185 (Кэвенби, Линкольншир, Англия) Агнес де Кунди (ум. ок. 1216), дочь Роджера де Кунди и Элис де Шеней. Дети:
- Уолтер III де Клиффорд (ок. 1180/1190 — декабрь 1263), лорд Клиффорд с 1222
- Роджер I де Клиффорд из Тенбери (ум. ок. декабря 1231). Его потомками были бароны де Клиффорд
- Ричард де Клиффорд
- Саймон де Клиффорд
- Жиль де Клиффорд
- Сесилия де Клиффорд
- Базилия де Клиффорд